# Bundesautobahn 42

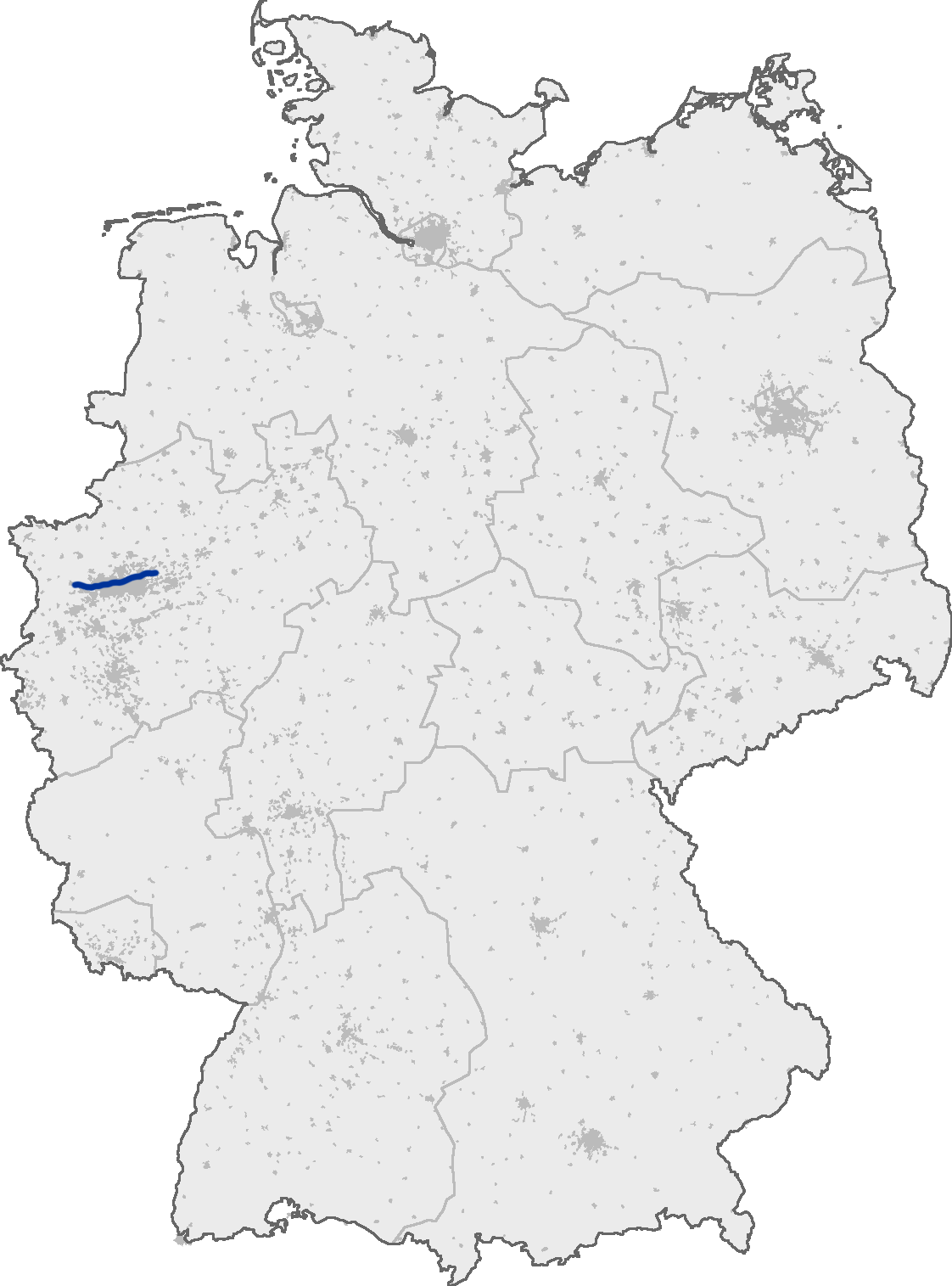
Mapa da localização da auto-estrada A42

Bundesautobahn 42 (em português: Auto-estrada Federal 42) ou A 42, é uma auto-estrada na Alemanha.
A Bundesautobahn 42 tem 58 km de comprimento.

## Estados
Estados percorridos por esta auto-estrada:
- Renânia do Norte-Vestfália